# Greatest Highs
Albums de Kottonmouth Kings
Cloud Nine
(2007) The Kottonmouth Xperience Vol. II: Kosmic Therapy
(2008)
Greatest Highs est une compilation des Kottonmouth Kings, sortie le 15 janvier 2008.

## Liste des titres
| 1.  | Wheres the Weed At?                                   | Koast II Koast                         | 4:08 |
| 2.  | Full Throttle                                         | Rollin' Stoned                         | 4:08 |
| 3.  | Bump                                                  | Royal Highness                         | 3:53 |
| 4.  | Put It Down Cypress Hill                              | Kottonmouth Kings                      | 4:56 |
| 5.  | Fire It Up                                            | Fire It Up                             | 4:08 |
| 6.  | First Class                                           | High Society                           | 3:27 |
| 7.  | City 2 City (featuring Tech N9ne et Big Krizz Kaliko) | Cloud Nine                             | 4:12 |
| 8.  | 4-2-0                                                 | Rollin' Stoned                         | 4:04 |
| 9.  | Peace of Mind                                         | Kottonmouth Kings                      | 3:37 |
| 10. | Tell Me Why                                           | Hidden Stash II: The Kream of the Krop | 4:12 |
| 11. | Outcast                                               | Fire It Up                             | 3:08 |
| 12. | King Klick                                            | Kottonmouth Kings                      | 4:12 |
| 13. | Day Dreamin' Fazes                                    | High Society                           | 3:37 |
| 14. | Tangerine Sky                                         | Rollin' Stoned                         | 4:12 |
| 15. | Friends                                               | Koast II Koast                         | 3:44 |
| 16. | Bad Habits                                            | Fire It Up                             | 3:51 |
| 17. | Rest of My Life                                       | Rollin' Stoned                         | 5:42 |
| 18. | Dog's Life (featuring Dogboy)                         | Royal Highness                         | 4:23 |
| 19. | Positive Vibes                                        | Rollin' Stoned                         | 3:42 |

| 1.  | Can Anybody Hear Me?                                          | Inédit                                 | 4:26 |
| 2.  | Everybody Move                                                | Koast II Koast                         | 3:48 |
| 3.  | Suburban Life                                                 | Royal Highness                         | 3:34 |
| 4.  | Livin Proof                                                   | Cloud Nine                             | 2:53 |
| 5.  | Bring It On                                                   | Fire It Up                             | 3:50 |
| 6.  | King's Blend                                                  | High Society                           | 4:08 |
| 7.  | Sub-Noize Rats                                                | Rollin' Stoned                         | 2:39 |
| 8.  | SRH                                                           | Joint Venture                          | 3:57 |
| 9.  | The Lottery                                                   | High Society                           | 4:35 |
| 10. | Think 4 Yourself (featuring Insane Clown Posse et Lady Love)  | Cloud Nine                             | 4:08 |
| 11. | Float Away                                                    | Rollin' Stoned                         | 3:59 |
| 12. | Peace Not Greed (featuring Jack Grisham et Corporate Avenger) | High Society                           | 4:54 |
| 13. | Dying Daze                                                    | Hidden Stash II: The Kream of the Krop | 3:25 |
| 14. | Bong Tokin' Alcoholics                                        | Royal Highness                         | 3:45 |
| 15. | Gone Git High                                                 | Hidden Stash III                       | 4:14 |
| 16. | So High                                                       | Royal Highness                         | 3:50 |
| 17. | Life Rolls On                                                 | Hidden Stash II: The Kream of the Krop | 3:58 |
| 18. | Life Ain't What It Seems                                      | Royal Highness                         | 3:59 |
| 19. | No Future                                                     | Inédit                                 | 4:07 |
| 20. | Rip the Night Away                                            | Fire It Up                             | 3:46 |

| 1. | Had Enough                   | Inédit                              | 1:39 |
| 2. | Pack Me Another Rip          | Inédit                              | 2:20 |
| 3. | The Lottery (E-Swift Remix)  | The Lottery (single édition vinyle) | 4:48 |
| 4. | Proud to Be a Stoner (Remix) | Inédit                              | 5:24 |

## Classement
| Charts (2008) | Position |
| ------------- | -------- |
| Billboard 200 | 168      |